# Trèvol maduixer
El trèvol maduixer (Trifolium fragiferum) és una planta herbàcia perenne reptant de la família de les fabàcies.

## Descripció

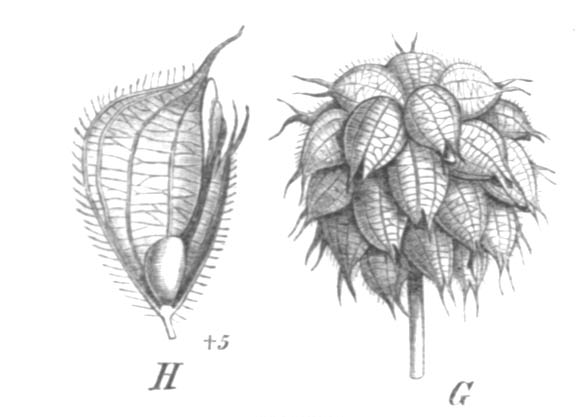
Dibuix de la infructescència

Planta perenne de 5 a 30 centímetres. Té les tiges decumbents, que arrelen pels nusos. Les fulles són trifoliades amb folíols amb forma ovalada a el·líptica, amb estípules acuminades. Presenten un calze pelut, amb 10 nervis, dents linears i una callositat en la gola. Les flors són rosades amb una bràctea en la seua base formades per pètals de 6 a 7 mil·límetres. Aquestes estan agrupades en una inflorescència en forma de capítol globós, amb bràctees soldades en la seua base pedunculada i alçades gràcies a una tija floral erecta i curta que les sosté, d'1 a 2,2 centímetres o més de diàmetre. El calze s'infla quan arriba a la seua maduresa, això és el que li dona un aspecte globós tan característic a la infructescència.

## Distribució
És originària de l'àrea mediterrània. En la península Ibèrica es troba espontàniament en gran part del seu territori. Es conrea en diferents àrees del planeta, preferentment en ambients temperats-càlids, sobre terrenys d'elevada humitat. Apareix en la vora del camins.

## Usos
Produeix una pastura escassa, la producció de la qual es concentra a la fi de primavera, inici de l'estiu. És una pastura molt de bona qualitat nutritiva, rica en proteïnes. Pasturat amb avidesa ocasiona meteorisme. Existeixen en el mercat varietats de port reptant que s'utilitzen preferentment per al pasturatge d'oví. Les varietats de port semierecte i erecte s'utilitzen per a pasturatge de boví i també per a la sega i la conservació.